# Arjan Christianen
Arjan Christianen (Oud Gastel, 19 december 1982) is een Nederlands voetballer die dienstdoet als  doelman. Hij verruilde in juli 2013 Willem II voor RKSV Halsteren.
Hij begon zijn carrière bij NAC Breda, maar kwam daar niet aan het spelen toe. In 2006 maakte hij de overstap naar Fortuna, waar hij altijd een vaste waarde was.

## Clubs
| Seizoen | Club            | Competitie     | Wedstrijden | Doelpunten |
| ------- | --------------- | -------------- | ----------- | ---------- |
| 2002/03 | NAC Breda       | Eredivisie     | 0           | 0          |
| 2003/04 | NAC Breda       | Eredivisie     | 0           | 0          |
| 2004/05 | NAC Breda       | Eredivisie     | 0           | 0          |
| 2005/06 | NAC Breda       | Eredivisie     | 0           | 0          |
| 2006/07 | Fortuna Sittard | Eerste divisie | 34          | 0          |
| 2007/08 | Fortuna Sittard | Eerste divisie | 35          | 0          |
| 2008/09 | RBC Roosendaal  | Eerste divisie | 16          | 0          |
| 2009/10 | RBC Roosendaal  | Eerste divisie | 12          | 0          |
| 2010/11 | RBC Roosendaal  | Eerste divisie | 31          | 0          |
| 2011/12 | Willem II       | Eerste divisie | 0           | 0          |
| 2012/13 | Willem II       | Eredivisie     | 1           | 0          |
| Totaal  | Totaal          | Totaal         | 129         | 0          |